# Volker Weidler
Volker Weidler est un ancien pilote automobile allemand né le 18 mars 1962 à Heidelberg en Allemagne.

## Biographie
Champion d'Allemagne de Formule 3 en 1985, vice-champion du DTM en 1986, puis auteur de prestations correctes en sport-prototypes ainsi qu'en Formule 3000, Weidler accède à la Formule 1 en 1989, au sein de la modeste écurie allemande Rial Racing. Mais au bout de seulement 10 courses, marquées par 10 non-qualifications, il est limogé.
De retour dans les épreuves d'Endurance, notamment au Japon, il connaît son jour de gloire en remportant les 24 Heures du Mans 1991 (en équipage avec Johnny Herbert et Bertrand Gachot) au volant de la Mazda 787B à moteur rotatif. Mais à l'issue de la saison 1992, des problèmes de santé se traduisant par des troubles de l'équilibre l'obligent à mettre un terme prématuré à sa carrière.

## Palmarès
- Champion d'Allemagne de Formule Ford 1600 en 1982
- Champion d'Europe de Formule Ford 1600 (EFDA Townsend Thoresen Euroseries) en 1982
- Champion d'Allemagne de Formule 3 en 1985
- Vainqueur de la Porsche Cup en 1987
- Vainqueur des 24 Heures du Mans en 1991 (4e en 1992)
  - vice-champion du Deutsche Tourenwagen Meisterschaft en 1986 (victoires à Eifel et à AVUS)
  - vice-champion d'Allemagne de Formule 3 en 1984 (3e en 1983 et 1985)
  - 2e des 1 000 kilomètres de Suzuka en 1990
  - 5 participations aux 24 Heures du Mans, entre 1987 et 1992.

## Résultats en championnat du monde de Formule 1
| Saison | Écurie      | Châssis | Moteur      | Pneus    | GP disputés       | Points | Classement |
| ------ | ----------- | ------- | ----------- | -------- | ----------------- | ------ | ---------- |
| 1989   | Rial Racing | ARC2    | Cosworth V8 | Goodyear | 0 (8 Npq., 1 Nq.) | 0      | Nc.        |